# NGC 2938
NGC 2938 (również PGC 27473 lub UGC 5115) – galaktyka spiralna z poprzeczką (SBc), znajdująca się w gwiazdozbiorze Smoka. Odkrył ją William Herschel 2 kwietnia 1801 roku.